# Paolo Hurtado
Cristopher Paolo César Hurtado Huertas (* 27. Juli 1990 in Callao) ist ein peruanischer Fußballspieler. Er nahm an der Fußball-Weltmeisterschaft 2018 in Russland teil.

## Karriere

### Verein
Hurtado begann seine fußballerische Laufbahn in den Jugendmannschaften von Alianza Lima. 2008 rückte er in die erste Mannschaft auf. Ende März 2009 wurde er an den Ligakonkurrenten Juan Aurich verliehen. Anschließend kehrte er zu Alianza zurück.
Mitte Juni 2012 unterschrieb er für drei Spielzeiten einen Vertrag beim portugiesischen Klub FC Paços de Ferreira. Von dort wurde er während der Saison 2013/14 für ein halbes Jahr nach Uruguay an Peñarol Montevideo verliehen. Im August 2015 unterschrieb er einen Dreijahresvertrag beim englischen Zweitligisten FC Reading. Aufgrund von Anpassungsschwierigkeiten in England wurde er zunächst an Vitória Guimarães verliehen und zur Saison 2017/18 von den Portugiesen fest verpflichtet. Am Ende der Spielzeit wechselte er für drei Jahre zu Konyaspor in die Türkei.
2021 verpflichtete ihn der bulgarische Klub Lokomotive Plowdiw. Dort wurde er zunächst nicht eingesetzt und wegen der Verwicklung in eine Schlägerei für drei Spiele suspendiert. Insgesamt kam er in zwei Spielen für die Bulgaren auf nur 50 Minuten Einsatzzeit. Als seine Mutter im April 2021 in Folge der COVID-19-Pandemie verstarb, wurde der Vertrag einvernehmlich aufgelöst und Hurtado kehrte nach Südamerika zurück.
Im Oktober 2021 wurde Hurtado als neuer Spieler beim chilenischen Klub Unión Española vorgestellt. Im Juli 2022 kehrte der Peruaner zu Alianza Lima zurück und gewann mit seinem Debütklub die peruanische Meisterschaft 2022. Danach verließ er den Klub und schloss sich dem CS Cienciano an.

### Nationalmannschaft
Hurtado debütierte am 2. September 2011 in einem Freundschaftsspiel gegen Bolivien in der peruanischen Nationalmannschaft. Im Jahr 2015 berief ihn Nationaltrainer Ricardo Gareca in den Kader für die Copa América. Er wurde in vier Spielen des Turniers eingewechselt, darunter in der Nachspielzeit des Spiels um den dritten Platz gegen Paraguay, das Peru mit 2:0 für sich entscheiden konnte. Hurtado wurde auch in das peruanische Aufgebot für die Fußball-Weltmeisterschaft 2018 in Russland berufen. Bei diesem Turnier kam er im letzten Vorrundenspiel gegen Australien zum Einsatz, als er in der 63. Spielminute für Renato Tapia eingewechselt wurde.

## Erfolge
Alianza Lima
- Peruanischer Meister: 2022